# Baby First
Baby First est une chaîne de télévision française qui était diffusée de 2007 à 2010 dans le bouquet de CanalSat. La création de cette chaîne avait fait réagir les associations familiales, les pouvoirs publics, certaines personnalités et les spécialistes de la petite enfance.

## Histoire de la chaîne

### Origines
Baby  First, une chaîne de télévision destinée aux enfants de six mois à trois ans, a été créée en 2004 aux États-Unis. Elle existe dans 28 pays. Les programmes sont en bonne partie similaires d'un pays à l'autre, avec des adaptations des comptines et des musiques par pays. Baby First France a été lancée en France en octobre 2007 via le bouquet Canalsat mais émet de l'étranger. Les émissions sont très courtes (2 à 7 minutes), les couleurs vives, les mouvements plus lents et les images simples, afin de capter l'attention des petits.

### L'accueil
Le développement de la télévision pour les bébés a fait réagir les associations familiales, notamment le Collectif Interassociatif Enfance et Média (CIEM), ainsi que l’ancienne ministre de la Culture et de la Communication Christine Albanel qui, en 2008, qualifiait ce type de chaîne de « matraquage d’image et son ».  La quasi-totalité des professionnels ont été unanimes : la consommation de télévision porte atteinte au développement des enfants de moins de 3 ans et présente un certain nombre de risques, tels que les troubles du sommeil et de la concentration. Pour sa défense, Baby First a rétorqué que les bébés regardent déjà la télévision et qu’il est donc préférable de leur montrer des programmes éducatifs adaptés à leur âge : cette chaîne serait l'« 'outil ludo-éducatif que les parents attendaient »,.

### Position du CSA
Le CSA étant chargé de veiller à la protection de l’enfance, il lui appartient de prendre les mesures qui permettent d’assurer la protection du très jeune public à l’encontre des programmes susceptibles de freiner son développement. Le CSA a élaboré une délibération visant à protéger les enfants de moins de 3 ans des effets de la télévision, en particulier des services présentés comme spécifiquement conçus pour eux (délibération no 2008-85 du 22 juillet 2008). Pour favoriser la prise de conscience des adultes, le CSA a imposé aux distributeurs de services de télévision spécialement conçus pour les moins de 3 ans d’informer leurs abonnés des risques encourus par des enfants laissés seuls devant la télévision en général, et devant ces fameux programmes en particulier.

### Position de CanalSat
Diffusée sur CanalSat, la chaîne ne pouvait faire l’objet d’une censure par le CSA. Les décisions de ce dernier ne peuvent en effet s’appliquer qu’aux chaînes de télévision établies en France. Or, Baby First est une chaîne américaine, basée à Los Angeles et émettant vers la France depuis la Grande-Bretagne. Mais depuis le 12 octobre 2010, elle n’est plus diffusée en France sur le bouquet CanalSat, qui a décidé de suivre les recommandations du CSA.

## Diffusion
Baby First était diffusée sur le canal 131 puis 132 de Canalsat.